# Sebenta
Sebenta (português europeu) ou apostila (português brasileiro) ou ainda apostilha são compilações de disciplinas de estudos. Servem para facilitar estudos, principalmente de concursos públicos, ou explicações de conteúdo, exigidos nestes certames. As sebentas eram originalmente usadas em universidades, mas atualmente também o são em algumas outras modalidades de ensino, inclusive o ensino a distância on-line, cursos preparatórios e cursos de inglês.
No Brasil, é muito comum nas universidades a elaboração de apostilas específicas para cada matéria. Os próprios professores muitas vezes são os elaboradores das apostilas de suas matérias, que reúnem fotocópias de trechos e capítulos de diferentes livros, muitas vezes acompanhados também de resumos, esquemas de aulas e textos suplementares elaborados pelo próprio professor. As apostilas são tradicionalmente feitas em copiadoras rápidas e, por essa razão, impressas em preto e branco e encadernadas em espiral.
Inicialmente, apenas se tinha apostilas impressas, hoje em dia é comum tê-las nas versões digitais (por exemplo, em formato PDF). Existem poucas, mas alguns editores ainda podem cria-las de forma interativa, ou seja, de uma forma que o leitor possa interagir com o conteúdo, respondendo testes e conferidos seus respectivos gabaritos.